# Hanif (Bouira)
Hanif (în arabă الحانيف) este o comună din provincia Bouira, Algeria.
Populația comunei este de 9.685 de locuitori (2008).